# Wiener SC
A Wiener Sport-Club rövidítve: Wiener SC egy osztrák sport és labdarúgóklub, melynek székhelye Bécsben található. 1883-ban alapították. 

## Története
A Wienes SC labdarúgó szakosztálya 1907-ben alakult. A Challenge kupát 1905-ben és 1911-ben nyerte meg. Első osztrák bajnoki címét az 1921–22-es szezonban szerezte. 
Az 1922–23-as szezonban megszerezte az osztrák kupát. Az osztrák bajnokságot további két alkalommal nyerte meg. A BEK 1958–59-es sorozatában emlékezetes a Juventus 7–0-s legyőzése. A sorozatból a későbbi győztes Real Madrid ellen esett ki.
Az 1968–69-es és az 1969–70-es szezonban második helyen végzett az Austria Wien mögött a bajnokságban.
A 2000-es évek elején Wiener Sportklub új labdarúgóklub alakult, amely a harmadosztályban (Regionalliga Ost) szerepel.

## Sikerlista
- Osztrák bajnokság (3): 1921–22, 1957–58, 1958–59
- Osztrák kupa (1): 1922–23
- Challenge Kupa (3): 1904–05, 1910–11